# Josane Sigart

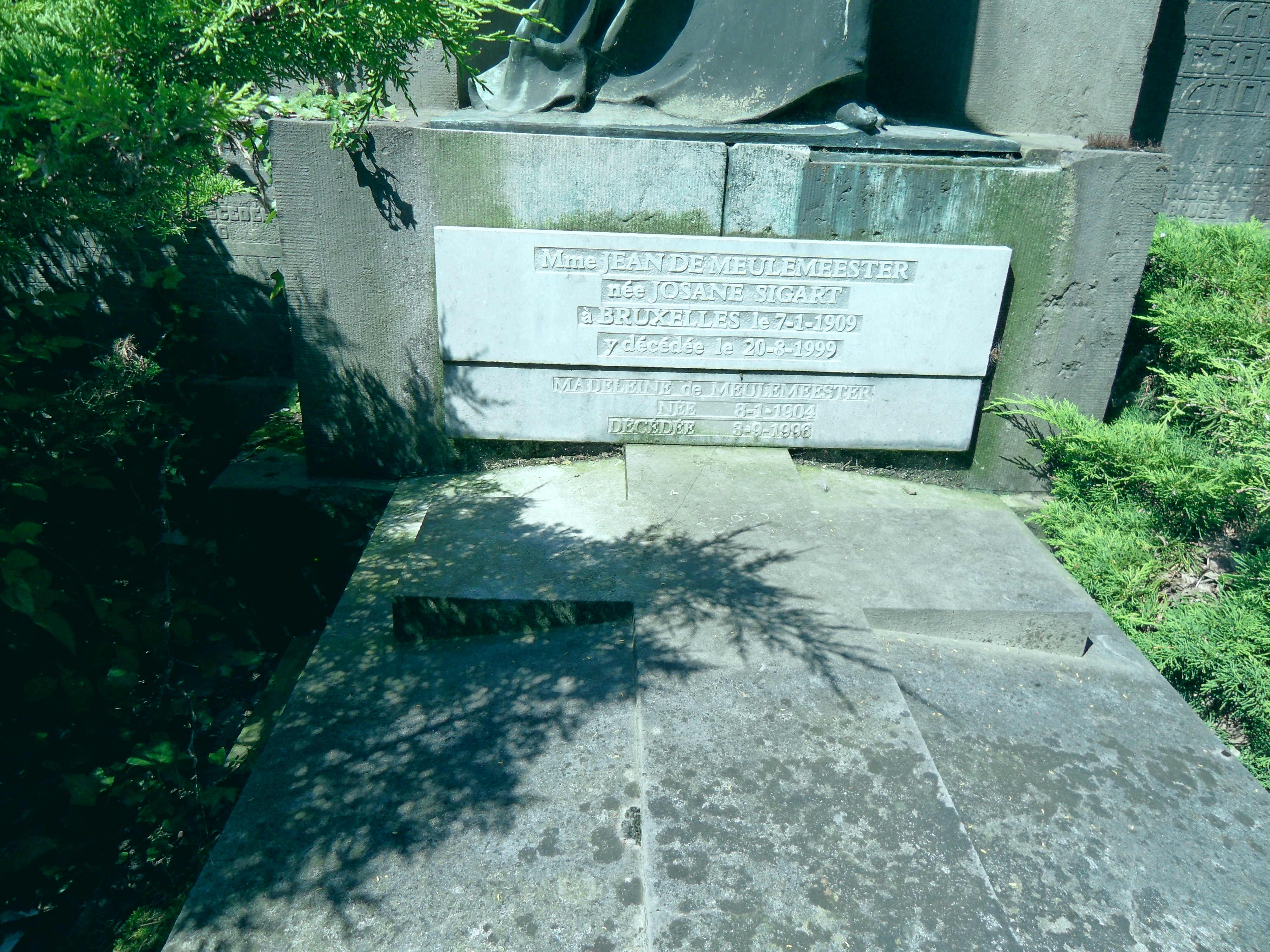
Grab von Josane Sigart in Brügge

Josane Sigart (* 7. Januar 1909 in Brüssel; † 20. August 1999 verheiratete Jean De Meulemeester aus Brügge) war eine belgische Tennisspielerin. Sie spielte für den Royal Léopold Club. Sie war mit John (Jean) De Meulemeester verheiratet. 2001 wurde ihr zusammen mit ihrem Mann und weiteren Mitgliedern der Familie De Meulemeester der Ehrentitel Gerechte unter den Völkern verliehen.

## Erfolge
Nachdem Sigart mit Francine Isaac 1931 belgische Meisterin im Doppel geworden war, gewann sie  im folgenden Jahr in Wimbledon zusammen mit der Französin Doris Metaxa bei ihrer zweiten Finalteilnahme das Damendoppel gegen Elizabeth Ryan und Helen Jacobs. 1933 erreichte sie nochmals das dortige Finale, dieses Mal im Mixed mit Harry Hopman. Im selben Jahr scheiterte sie dort im Dameneinzel in der zweiten Runde.
Sigart war Belgische Meisterin im Einzel 1928, 1929, 1931, 1932 und 1936.